# Бурмистрова Ніна Михайлівна
Ні́на Миха́йлівна Бурми́строва (23 серпня 1947, Ішимбай) — російськомовна українська поетеса.

## Життєпис
Народилася 23 серпня 1947 р. в м. Ішимбай (Росія).
Закінчила медичний інститут в м. Самарі Куйбишевської області. Від 1976 мешкає у м. Ялта. Працювала лікарем до 2005 року. 
Пише російською мовою. Автор книжок поезій.
Авторка збірки «Ромашки на снегу» (Ялта, 2001). Добірки віршів опубліковані в альманахах «Горизонты» (2003), «Поэтическая карта Крыма» (2003; 2004; усі — Сімферополь), «Здесь дышит откровением строка» (Ялта, 2005), «Алые паруса» (Сімферополь, 2006).